# Ральф-руйнівник 2: Інтернетрі
«Ральф-руйнівник 2: Інтернетрі» (англ. Ralph Breaks the Internet: Wreck-It Ralph 2) — американський 3D комп'ютерно-анімаційний пригодницько-комедійний фільм, знятий Річем Муром і Філом Джонстоном. Він є продовженням фільму «Ральф-руйнівник» (2012). Прем'єра стрічки в США відбудеться 21 листопада 2018 року. Фільм розповідає про пригоди Ральфа в мережі інтернет.

## Сюжет
Великий і добрий велетень Ральф з сумом спостерігає, як його подружка-гонщиця Ванілопа з сусіднього ігрового автомата під час чергового заїзду перестала підкорятися командам геймера і вирішила взяти геймплей у свої руки. Закінчилося все поломкою ігрового автомата. Після цього друзі вирішують, що прийшов час потрапити в Інтернет. Спочатку, у Мережу друзі збираються ненадовго — придбати на eBay нове кермо для ремонту аркади, але Інтернет поступово затягує їх…

## Озвучення
- Джон Рейлі — Ральф-руйнівник / 	Ralph
- Сара Сільверман — Венілопа фон Ірис / Vanellope
- Галь Гадот — Інжекта / Shank
- Тараджі Генсон — Таккк / Yesss
- Джек Макбраєр — Фелікс / Fix-It Felix, Jr.
- Джейн Лінч — Калгун / Calhoun
- Алан Тудик — Всезнайко / KnowsMore
- Альфред Моліна — Двійко Ден / Double Dan
- Ед О'Нілл — пан Літвак / Mr. Litwak
- Шон Джамброун — Ібой / The Eboy
- Флула Борг — Мабуть / Maybe
- Тімоті Сімонс — Мордобій / Butcher Boy
- Елі Вонг — Босота / Felony
- Геміш Блейк — Піро / Pyro
- Мелісса Вільясеньйор — Тафіта / Taffyta
- Джон ДіМаджіо — Артур / Arthur
- Ана Ортіс — Балетна мама[4] / Ballet Mom
- Діанна Агрон — ведуча новин
- Білл Гейдер — Спамло / J.P. Spamley (немає в титрах)

### Український дубляж
- Сергій Солопай — Ральф
- Ганна Соболєва — Венелопа фон Ірис
- Роман Чупіс — Майстер Фелікс
- Світлана Орліченко — Калгун
- Марія Єфросініна — Таккк[5]
- Джамала — Інжекта
- Анатолій Анатоліч — Спамло
- Олег Лепенець — Всезнайко
- Євген Пашин — Двійко Ден
- Євген Малуха — пан Літвак
- Артур Кутателадзе — І-Бой
  - А також: В'ячеслав Ніколенко, Володимир Кокотунов, Аліна Проценко, Юлія Шаповал, Олена Узлюк, Роман Чорний, Олександр Чернов, Валентин Музиченко, Марія Ніколенко, Любава Берло, Дмитро Сова, Андрій Мостренко, Олександр Ігнатуша, Катіко Пурцеладзе, Маргарита Мелешко, Ольга Гриськова, Катерина Башкіна-Зленко, Максим Кондратюк, Володимир Канівець, Юрій Кудрявець, Володимир Жогло, Борис Георгієвський, Андрій Альохін, Роман Солошенко, Валерія Трохименко, Ганна Сагайдачна, Єлизавета Курбанмагомедова, Єлизавета Мастаєва, Дарина Муращенко, Вероніка Лук'яненко, Віктор Григор'єв, Дарина Мамай-Сумська, Ганна Сирбу, Анжеліка Савченко, Інна Бєлікова, Кирило Нікітенко, Марія Яценко, Марія Сенько, Павло Голов, Ілона Бойко та інші.

Фільм дубльовано студією «Le Doyen» на замовлення компанії «Disney Character Voices International» у 2018 році.
- Перекладач тексту та пісень — Олег Колесніков
- Режисер дубляжу — Павло Скороходько
- Музичний керівник — Тетяна Піроженко
- Творчий консультант — Мачей Ейман

## Виробництво
30 червня 2016 року було офіційно оголошено про початок виробництва «Ральф-руйнівника 2». Також було повідомлено, що актор Джон Рейлі, який озвучував головного героя, повернеться до роботи над сиквелом.